# Гербер, Иоганн Густав
Иога́нн Густа́в Ге́рбер (нем. Johann Gustav Gaerber, Johann Gustav Herber; ок. 1690, Бранденбург, Бранденбург-Пруссия — 5 октября 1734, Санкт-Петербург, Российская империя) — географ, этнограф, артиллерист, российский военный деятель.

## Общие сведения

Карта Каспийского побережья от Волги до Куры, составленная Гербером в 1728 году

Иоганн Густав Гербер участвовал в Северной войне (тогда ещё в чине лейтенанта), по происхождению немец.
с 1710 года Гербер перешел на русскую службу и по поручению Петра I перевозил артиллерию в Астрахань;
в 1722 году участвовал в Персидском походе;
в 1723 году командовал русской артиллерией при взятии Баку;
с 1723 году составлял Карту и обстоятельное описание Кавказа и населявших его народов, включавшее описание Кабарды, и пять лет пробыл в Грузии уполномоченным комиссаром, а также заключил выгодный пограничный договор с Турцией;
в 1731 году начальник Российской тайной экспедиции в Хиве и Бухаре, однако экспедиция была неудачной — торговый караван был ограблен;
в 1734 году ему поручили доставить артиллерию в крепость Азов, но по пути он заболел и умер 5 октября 1734 года.

## Известные труды
1728 год — Гербер по поручению начальства составил карту и подробное описание кавказского побережья Каспия от Астрахани до реки Куры с населявшими его народами.
Гербер также написал «Примечания», посвященные разбору географических известий о России византийского императора Константина Багрянородного.
1736 год — карта, составленная Гербером, была издана Российской академией наук.
Как в России, так и за границей, фрагменты из рукописей Гербера (на немецком языке) стали публиковаться, начиная с 30-х годов XVIII века.
1756 год — вышеуказанный полный текст описания Кабарды был издан в переводе на французский язык.
1760 год — Г.-Ф. Миллер опубликовал (на немецком) полный текст описания Гербера со своими примечаниями и дополнениями. А также был напечатан и русский перевод этого описания под названием «Сочинения и переводы к пользе и увеселению служащие».
Рукописи Гербера имеют большую историческую ценность, так как сведения в них либо основаны на личных наблюдениях автора, либо на материалах, полученных в результате профессионального сбора информации (расспросов сведущих лиц, агентурных донесений и т. д.). Кроме того, отмечается, что описание Гербера отличается краткостью и систематичностью изложения.

## Известные рукописи
- Nachrichten von denen an der westlichen Seite der Caspischen See zwischen Astrachan und dem Flusse Kur befindlichen Völkern und Landschaften, und von derselben Zustande in dem Jahre 1728. // Von den Obristen der Artillerie Johann Gustav Gaerber = «Записки о находящихся на западном берегу Каспийского моря, между Астраханью и рекою Кура, народах и землях и об их состоянии в 1728 году»[7]
- «Сочинения и переводы к пользе и увеселению служащие», издаваемые Г.-Ф. Миллером при Академии наук. — СПб., 1760. — Т. II, июль-октябрь[6].
- «Описание стран и народов вдоль западного берега Каспийского моря» 1728 // История, география, этнография Дагестана в XVIII—XIX вв.: Архивные материалы. — М.: Восточная литература, 1958.